# Comité Paralímpico de Vanuatu
El Comité Paralímpico de Vanuatu es el comité paralímpico nacional que representa a Vanuatu. Esta organización es la responsable de las actividades deportivas paralímpicas en el país. Es miembro del Comité Paralímpico Internacional y del Comité Paralímpico de Oceanía.